# Carlijn Jacobs
Carlijn Jacobs (Sambeek, 1991) is een internationale fotograaf woonachtig in Nederland, Parijs en Londen.

## Biografie
Jacobs begon met fotograferen in Groeningen op veertienjarige leeftijd; ze had de camera zelf gekocht om bloemen en vriendinnen in jurkjes te fotograferen. Ze trok op zeventienjarige leeftijd naar Haarlem voor een commerciële studie. Dat was het volgens haar niet. Jacobs begon een studie "Lifestyle & Design" aan de Willem de Kooning Academie in Rotterdam. Ze studeerde in 2014 cum laude af.  
Haar werk heeft in internationale tijdschriften gestaan als Vogue, The Face, POP en AnOther.
Ze exposeerde onder andere in het Foam Fotografiemuseum in Amsterdam. Door vanuit Parijs te werken kreeg ze celebrity's als Bella Hadid en Kendall Jenner voor de camera. Ook kwam een foto van Kim Kardashian in Vogue. 
Ze bracht in 2021 haar eerste boek Mannequins uit in samenwerking met James Chester.  
In april 2022 trok ze naar Los Angeles om een aantal fotosessies met Beyoncé te schieten. Een van de foto’s werd gebruikt op het voorblad van haar nieuwe album Renaissance, andere vulden het boekwerkje.
Haar eerste solotentoonstelling, Sleeping Beauty, vindt plaats in het Foam Fotografiemuseum te Amsterdam.